# North Cascades nationalpark
North Cascades nationalpark ligger i Whatcom County, Skagit County och Chelan County i delstaten Washington i USA. Den är uppdelad i två delar, den norra och den södra. Mellan dessa går en väg, som alltså egentligen inte går genom själva nationalparken, formellt sett. Inga vägar går in i nationalparken, som är ett område avsett för vandring och friluftsliv. 